# Conny & Jean
Conny & Jean war ein deutsches Gesangsduo, bestehend aus den Eheleuten Conny und Jean Metz, das in den 1970er und 1980er Jahren Erfolge hatte.

## Werdegang
Der größte Hit des Duos ist Felicita, die deutschsprachige Coverversion des Liedes von Al Bano & Romina Power. In den deutschen Charts erreichte die Single Platz 10, in der ZDF-Hitparade wurde der Titel auf den ersten Platz gewählt. Mit Mamma Maria folgte 1983 ein weiterer Charterfolg in Deutschland. Die deutsche Version des Ricchi-e-Poveri-Hits schaffte es bis auf Platz 69.
Mit dem Titel Du bist da, der vom Popduo Cora geschrieben, arrangiert und produziert wurde, nahm das Duo 1985 am deutschen Vorentscheid zum Eurovision Song Contest teil und belegten den elften und damit vorletzten Platz. Zusammen mit Cora wurden außerdem noch die Titel Das Gefühl füreinander zu leben und Weil ich dich liebe aufgenommen. Beide befinden sich auf dem Album Das Gefühl füreinander …, das 1984 erschien. Die vorletzte Single Hilf mir, ich lieb’ dich (1984), die deutschsprachige Coverversion des Real-Life-Hits Catch Me I’m Falling, wurde von Dieter Bohlen produziert.

## Diskografie

### Alben
- 1975: Caastelbekk
- 1976: 2x7 – Songs der Welt
- 1984: Das Gefühl füreinander …
- 2020: Lieblingsschlager (Best of)

### Singles
- 1976: Wenn die Aprikosenbäume blühn / Zarathustras Zeitmaschine
- 1979: Love, Love, Love / Kind of Feeling
- 1980: Und dennoch bleibt die Welt nicht steh’n / Ich finde dich und mein Glück (Leaving on a Jetplane)
- 1980: Frei wie ein Vogel / Für uns zwei
- 1981: Verrückter Sommer / Wie am ersten Tag
- 1982: Felicita / Wenn tausend Sonnen auf einmal strahlen
- 1983: Leben ohne dich / Irgendwie kam alles anders
- 1983: Mamma Maria / Manchmal bei Nacht
- 1983: Das Gefühl füreinander zu leben / Sonne, Erde, Mond und Sterne
- 1984: Hilf mir, ich lieb’ dich / Wege durch die Nacht
- 1985: Zum Frühstück Liebe mit Kaffee / Du bist da